# Chrétien de Troyes
Chrétien de Troyes (1135-1190, dates probables) va ser un dels primers autors importants de la literatura francesa. Escrivia en xampanyès. La seva identitat resta envoltada de polèmiques. Sembla que provenia d'una família de la baixa noblesa, alguns estudiosos la relacionen amb els jueus conversos de l'època. En tot cas, sembla provat que va tenir amplis estudis, per la quantitat d'al·lusions al món clàssic i a referents propis del clergat.
Les seves obres (escrites al segle xii) giren al voltant del cicle artúric o matèria de Bretanya i es classifiquen dins la novel·la de cavalleries clàssica, farcida d'elements meravellosos. El protagonista és un cavaller errant que viu aventures extraordinàries. Diversos personatges reapareixen en altres novel·les. Un tema comú en moltes novel·les de cavalleries a partir de Chrétien de Troyes és el sant Greal, símbol medieval que introduí en la seva obra El conte del Graal, per bé que de manera molt tangencial.
En el pròleg del seu romanç Cligès, parla de la translatio imperii i de la translatio studii. D'aquesta última diu:
| « | Pels nostres llibres hem après que Grècia va ser la primera en la cavalleria i en la clerecia. Després va passar la cavalleria a Roma i el millor de la clerecia, i ara ha vingut a França. Déu vulgui que hi siguin mantingudes i estimades, i mai surti de França l'honor que les hi va fer deturar.(v. 28-37) | » |

## Biografia
Poc se sap de la seva vida, però sembla que era de Troyes o almenys íntimament relacionat amb ella. Entre 1160 i 1172 va servir (potser com a herald d'armes, com especulava Gaston Paris) a la cort de la seva patrona Maria de França i d'Aquitània, filla del rei Lluís VII i Elionor d'Aquitània, que es va casar amb Enric I de Xampanya l'any 1164. Més tard, va servir a la cort de Felip d'Alsàcia. Tal com va proposar Urban T. Holmes III, el nom de Chrétien, que significa literalment «cristià de Troyes», podria ser un pseudònim d'un jueu convertit del judaisme al cristianisme, també conegut com Crestien li Gois.

## Obres
Les obres de Chrétien inclouen cinc poemes principals en cobles rimats de vuit síl·labes. Quatre d'aquests estan complets: Erec i Enide (c. 1170); Cligès (c. 1176); El cavaller del lleó; i Lancelot, el cavaller del carro, aquests dos últims escrits simultàniament entre 1177 i 1181. Yvain es considera generalment l'obra més magistral de Chrétien. L'últim romanç comunament atribuït a Chrétien, Perceval o el Conte del Graal, va ser escrit entre 1181 i 1190, però va quedar inacabat. Està dedicat a Felip d'Alsàcia, a qui Chrétien podria haver estat vinculat en els seus últims anys. Va acabar només 9.000 línies de l'obra, però quatre successors de diferents talents van afegir 54.000 línies addicionals en el que es coneix com les Quatre Continuacions. De la mateixa manera, els últims mil versos de Lancelot van ser escrits per Godefroi de Leigni, aparentment per acord amb Chrétien. En el cas de Perceval, un continuador diu que la mort del poeta li va impedir acabar l'obra; en el cas de Lancelot, no es dona cap motiu. Això no ha aturat l'especulació que Chrétien no aprovava el tema adúlter de Lancelot (en aquest cas sembla poc probable que hagi inventat Lancelot).
També hi ha diverses obres menors, que no totes es poden atribuir de manera segura a Chrétien. Filomela és l'únic dels seus quatre poemes basats en les Metamorfosis d’Ovidi que ha sobreviscut. Dues cançons líriques breus sobre el tema de l'amor són també molt probablement seves, però l'atribució del romanç pietós Guillaume d'Angleterre és ara molt qüestionada. També s'ha suggerit que Chrétien podria ser l'autor de dos romanços en versos curts titulats Le Chevalier à l'épée i La Mule sans frein, però aquesta teoria no ha trobat gaire suport. Chrétien anomena els seus tractaments d'Ovidi a la introducció a Cligès, on també esmenta la seva obra sobre el rei Marc i Isolda. Aquest últim està presumiblement relacionat amb la llegenda de Tristany i Iseult, encara que Tristany no té nom. La interpretació de Chrétien sobre Tristany no ha sobreviscut, tot i que en la introducció de Cligès, el mateix Chrétien diu que el seu tractament de Tristany no va ser ben rebut, possiblement explicant per què no sobreviu. Les obres de Chrétien estan escrites en francès antic vernacle, encara que està marcada per trets del xampanyès (que encara és bastant semblant al francès estàndard de París).
- Tristany i Isolda: obra perduda de la seva joventut.
- Guillaume d'Angleterre: inspirada en la vida de sant Eustaqui.[13]
- Erec i Enide
- Cligès
- El cavaller del Lleó: testimoni de la seva maduresa estilística en la vivacitat del diàleg.
- El Cavaller de la Carreta: novel·la inacabada i influïda pel concepte de l'amor cortès.
- Perceval o el conte del Graal

En les obres de Chrétien de Troyes els personatges són recurrents, figures obertes en les quals trobem cabuda a altres personatges, bé per destacar la figura i els valors dels nobles personatges principals (Ginebra, Artús, Lancelot, Perceval, Galvany, Keu, Merlí…), bé per intensificar la història amb infinitat d'aventures. El caire lúdic de la seva narrativa s'imposa sobre el drama.
Un tret innovador de l'obra de Chrétien de Troyes és el joc de diferències i paral·lelismes que va crear en redactar alhora dues novel·les en què els esdeveniments succeeixen els mateixos dies i s'enllacen en episodis paral·lels, com és el cas d'El cavaller del lleó i El cavaller de la carreta.
Chrétien de Troyes, a diferència d'altres autors de l'època, va inspirar la seva obra en l'Ars Amatoria d'Ovidi, tret que el separa de la resta de poemes èpics o cançons de gesta del s. Xl, en què l'heroi rebutja els sentiments inspirats per la dona. Però Chrétien de Troyes no es va limitar a dotar l'aventura d'un contingut amorós, sinó que va vestir els personatges d'una hàbil i encertada caracterització psicològica. A més, la finalitat de la seva obra era donar una lliçó moral i espiritual destinada a perfeccionar la societat en què vivia, i també a l'aristocràcia que llegia les seves obres. Es tractava d'una exaltació dels valors morals.